# النفط في المغرب
نسبة ٱستهلاك المنتجات البترولية في المغرب حسب القطاع.
اَلنِّفْطْ فِي اَلْمَغْرِبْ أو اَلْبِتْرُولْ فِي اَلْمَغْرِبْ، هو أحد الموارد الطبيعية التي تنتجها المغرب خلال السنة، وتتوفر المغرب على القليل من اِحتياطات النفط.
يستورد المغرب كل احتياجاته من النفط الخام تقريبا وغالبية المنتجات البترولية التي يستهلكها من الخارج؛ ففي سنة 2015 استورد 2,69 مليون طن (م.ط) من النفط الخام، 0,36 (م.ط) من المواد الأولية للمصافي، 2,31 (م.ط) من غاز النفط السائل، 4,11 (م.ط) من الديزل، 1,59 (م.ط) من الفيول، 0,44 (م.ط) من البنزين، و0,37 (م.ط) من الكيروزين. وقد أنتجت مصافي النفط في المغرب 1,14 (م.ط) من الديزل، 0,55 (م.ط) من الفيول، 0,19 (م.ط) من البنزين، 0,41 (م.ط) من الكيروزين، 0,21 (م.ط) من النافتا. وإجمالا، بلغ إنتاج المصافي 3,19 مليون طن نفط مكافئ (م.طنم) وواردات المنتجات النفطية 10,59 (م.طنم).
توزعت نسبة ٱستهلاك هذه المنتجات حسب القطاع كالآتي:
- وسائل النقل: %47
- قطاع السكن: %21
- والصناعة: %18
- الزراعة: %7
- الاستخدامات غير الطاقية (الكيمياء): %5
- الخدمات: %1

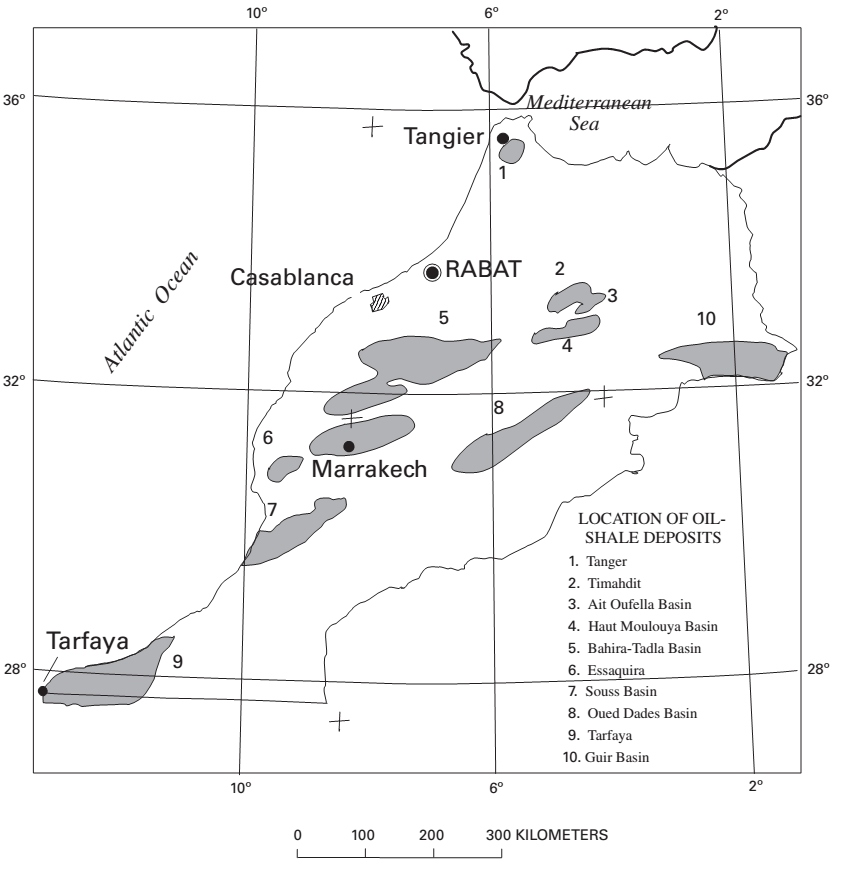
مناطق تواجد الصخور النفطية في شمال ووسط المغرب.

وفقا لمجلس الطاقة العالمي فإن الاحتياطيات المؤكدة من الصخور النفطية في المغرب قدرت سنة 2013 بنحو 53 مليار برميل،  الرواسب الرئيسية توجد في تمحضيت بجبال الأطلس المتوسط وطرفاية في الجنوب. تم اكتشاف أول موقع في طنجة في الثلاثينيات من القرن العشرين، واكتشفت رواسب تمحضيت وطرفاية في أواخر الستينيات، وبعد دراستها بدقة تبين أن هذه الاحتياطيات ستكون كافية لتغطية احتياجات المغرب لمدة 800 سنة. وقد أدى ارتفاع أسعار النفط خلال الثمانينيات والتسعينات إلى قيام الشركات الأوروبية وشركات من أمريكا الشمالية باستكشاف هذه الرواسب وتجربة استغلالها؛ تمت معاجة أكثر من 2200 طن من الصخر النفطي لتمحضيت وطرفاية في محطات تجريبية في الولايات المتحدة، أوروبا، كندا، واليابان. بنيت محطة تجريبية في المغرب وعالجت 2500 طن ببن 1983 و1986، وأجريت دراسات لبناء مصانع قادرة على إنتاج 50 ألف برميل يوميا في كل من تمحضيت وطرفاية ولكن انخفاض أسعار النفط في منتصف الثمانينيات أدى إلى وقف هذه المشاريع ليعود بعد ذلك الاهتمام بفكرة المشاريع بعد ارتفاع أسعار النفط في العقد الأول من القرن الحادي والعشرين؛ وعليه فقد عقد المكتب الوطني للهيدروكربورات والمعادن (ONHYM) سنة 2009 اتفاقا مع شركتي بتروبراس وتوتال من أجل استكشاف تمحضيت وطرفاية واتفاقا آخر مع سان ليون للطاقة الإيرلندية لاختبار تقنية التكسير الهيدروليكي في طرفاية.
كان يمتلك المغرب في 2014 مصفاتين اثنتين لتكرير النفط الخام بقدرة 000 155 برميل في اليوم. وقد توقفت شركة سامير المغربية على العمل في القطاع جراء صعوبات مالية وتم الإعلان في غشت 2015 عن توقف نشاط مصفاة المحمدية وأحيلت على التصفية القضائية في الفاتح من يونيو 2016.
تعد "أفريقيا Afriquia" وهي شركة تابعة لمجموعة أكوا الموزع المغربي الرئيسي للوقود مع 490 محطة خدمة وحصة سوقية تبلغ %39.

## الدول المصدرة للنفط إلى المغرب
يعول المغرب على عدة دول حليفة من أجل ضمان وارداته من المنتجات الطاقية، حيث يستورد المغرب جميع احتياجاته من المشتقات النفطية من الخارج، من خلال موردين كثر، وتُعتبر السعودية وإسبانيا والولايات المتحدة الأمريكية أكبرهم. كما أن كلفة استيراد المنتجات الطاقية كانت قد بلغت عام 2022م رقماً قياسياً بنحو 153,2 مليار درهم. ويأتي الغازوال على رأس قائمة هذه المنتجات النفطية، وتعتبر السعودية أول مورد للمغرب من الغازوال والفيول الصناعي بنسبة 44% من إجمالي الواردات منها، فيما تحتل إسبانيا المرتبة الثانية، وتليها روسيا في المرتبة الثالثة، ومن بعدها إيطاليا في المرتبة الرابعة.

## المؤشرات الرئيسية لسنة 2023 حول وضعية توزيع النفط بالمغرب
تسهر مديرية المحروقات بالمغرب على تزويد المملكة بالمنتجات النفطية والغاز الطبيعي والمحروقات الصلبة، وذلك بالتعاون مع العديد من المنظمات المعنية، من خلال إعداد وتفعيل التشريعات والتنظيمات وكذا عبر مواكبة الأنشطة والبرامج الإنمائية المتعلقة بالمحروقات، وذلك من أجل تأمين تزويد السوق الوطنية بالمنتجات النفطية. وقد جاء في المؤشرات الرئيسية لقطاع المحروقات لسنة 2023 والتي نشرتها وزارة الانتقال الطاقي والتنمية المستدامة. ما يلي:
• عدد الشركات الحاصلة على رخصة استيراد المنتجات النفطية المسالة: 29
• عدد شركات الموزّعة للمنتجات النفطية السائلة: 35
• عدد نقاط البيع بالنسبة لشبكة التوزيع الوطنية: 3275
• عدد شركات التعبئة: 17
• عدد شركات توزيع غاز النفط المسال: 17
• عدد مراكز التعبئة الموزعة على التراب الوطني: 38
• عدد محطات الخدمة المنشأة: 229
• إجمالي واردات الغاز الطبيعي: 0.81 مليار متر مكعب.
• إجمالي استهلاك الغاز الطبيعي: 0.86 مليار متر مكعب.